# Turnera stenophylla
Turnera stenophylla är en passionsblomsväxtart som beskrevs av Ignatz Urban. Turnera stenophylla ingår i släktet Turnera och familjen passionsblomsväxter. Inga underarter finns listade i Catalogue of Life.